# Partito Fascista Russo
Il Partito Fascista Russo (in russo Российская Фашистская Партия?, Rossijskaja Fašistskaja Partija) fu un partito russo d'ispirazione fascista fondato nel 1931.

## Storia
Il partito venne fondato sulla base di un'organizzazione russa corporativista, a sua volta fondata nel 1925 da studenti fuoriusciti russi presso l'Università degli Studi di Harbin (Manciuria). Il governo nazionalista del Kuomintang cinese del generale Chiang Kai-shek, in piena guerra civile contro i ribelli maoisti proibì l'organizzazione per non dare un pretesto all'Unione Sovietica per lanciare un'offensiva in tutta la regione.
Dopo la seconda guerra sino-giapponese e la proclamazione del Manciukuò, il partito venne legalizzato dal nuovo governo nel 1935 sotto il nome di Partito Fascista Russo.
Konstantin Vladimirovič Rodzaevskij (Константин Владимирович Родзаевский) ne fu il Segretario Generale, e adottò lo slogan Бог, Нация, Труд! (Dio, Nazione, Lavoro!). Gli organi ufficiali del partito furono il giornale Нация / Nacija (Nazione) e le gazzette Наш путь / Naš put' (La nostra via) e Нация / Nacija.

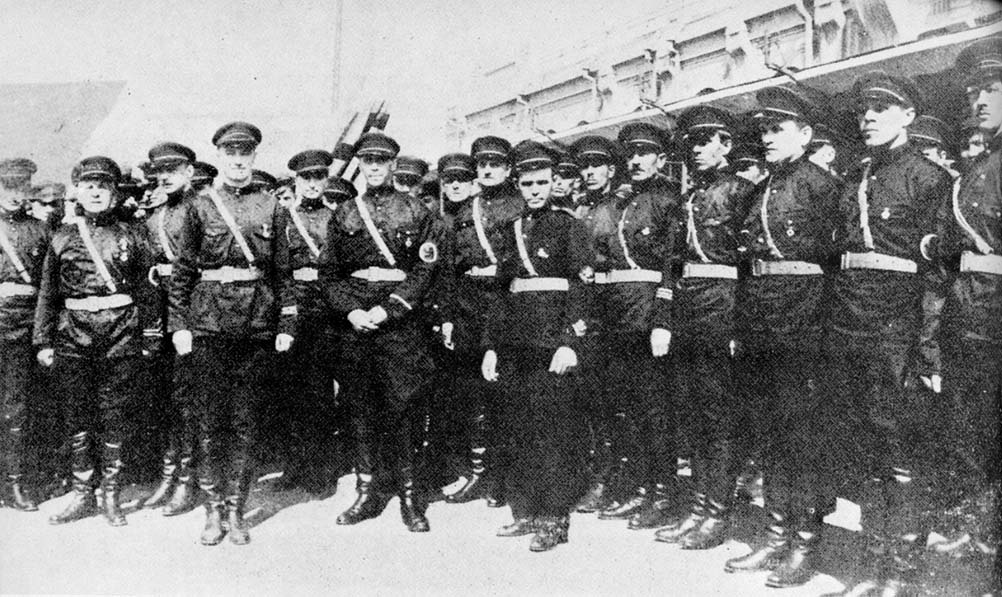
Militanti del Partito Fascista Russo ad Harbin nel 1934.

Nel marzo 1934, Anastasij Andreevič Vonsjackij (Анастасий Андреевич Вонсяцкий) un ex militante dell'Armata Bianca, dirigente della Organizzazione Fascista Panrussa (organizzazione del movimento fascista russo degli immigrati e fuoriusciti politici, istituito nel 1933 negli Stati Uniti) incontrò Rodzaevskij in una riunione a Tokyo, con lo scopo di fondere i due partiti. Le due parti si separarono rapidamente, nel 1935: Vonsjackij rimproverava a Rodzaevskij di essere antisemita e filonazista (difatti prese la svastica come emblema del partito), nonché la sua amicizia coi giapponesi. Vonsjackij formò quindi un gruppo la cui importanza è trascurabile, il Partito Nazionalista Rivoluzionario Panrusso.
Al contrario, il Partito Fascista Russo si sviluppò ed arrivò a contare 12.000 militanti dopo la rottura con Vonsjackij, e circa 20.000 dopo un anno, con 600 sezioni locali sparse per il mondo e due organi di stampa.
Nonostante le speranze di Rodzaevskij, la seconda guerra mondiale non rafforzò il suo movimento. Adolf Hitler non ebbe mai alcuna intenzione di favorire un possibile fascismo russo; anche se molti suoi militanti si arruolarono nell'Armata Russa di Liberazione, il partito si disintegrò e scomparve completamente nel giro di pochi mesi.
Nel 1945, Rodzaevskij venne arrestato dalla NKVD e giustiziato a Mosca nel 1946.

## Inno del Partito
La melodia dell'Inno del P.F.R. è la celebre marcia militare russa Марш Преображенского полка / Marš Preobraženskogo polka (Marcia del Reggimento Preobraženskij). La scelta fu dovuta probabilmente al fatto che si tratta di una marcia militare dal carattere e dal testo marcatamente patriottico.